# Zonsverduistering van 31 juli 1981

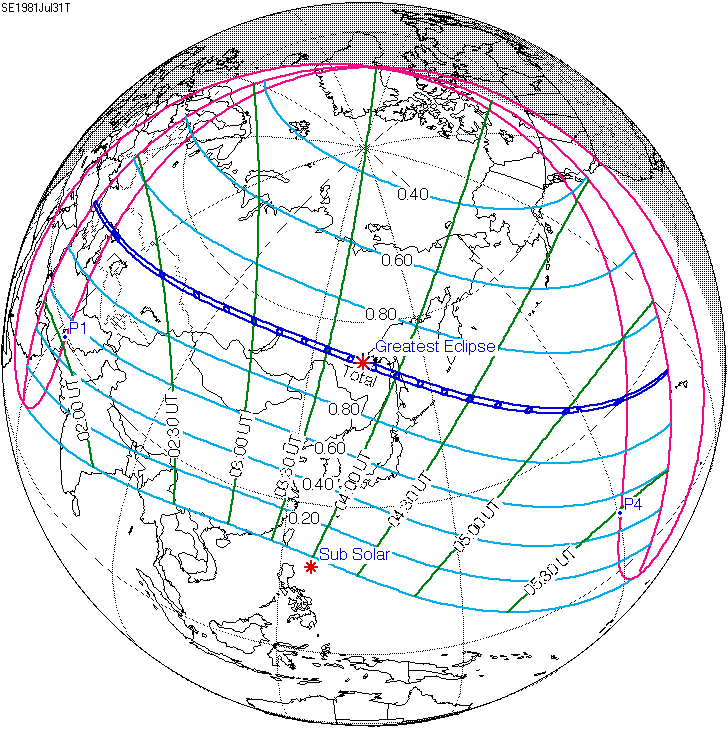
De zonsverduistering was te zien tussen de blauwe lijnen.

De totale zonsverduistering van 31 juli 1981 trok veel over zee en was achtereenvolgens te zien in deze drie landen: Georgië, Rusland en Kazachstan.

## Lengte

### Maximum
Het punt met maximale totaliteit lag in Rusland niet ver van de plaats Zlatoustovsk en duurde 2m02,4s.

### Limieten
| Fenomeen                    | Code | Tijdstip UTC |
| --------------------------- | ---- | ------------ |
| Eerste contact bijschaduw   | P1   | 01:11:17.6   |
| Eerste contact kernschaduw  | U1   | 02:17:23.4   |
| Kernschaduw compleet vanaf  | U2   | 02:18:16.9   |
| Bijschaduw compleet vanaf   | P2   | Niet         |
| Maximum eclips              | GE   | 03:45:46.2   |
| Bijschaduw compleet t/m     | P3   | Niet         |
| Kernschaduw compleet t/m    | U3   | 05:13:25.9   |
| Laatste contact kernschaduw | U4   | 05:14:13.9   |
| Laatste contact bijschaduw  | P4   | 06:20:25.1   |